# Roberto Selva
Roberto Selva (2 gennaio 1981) è un ex calciatore sammarinese, di ruolo centrocampista.

## Carriera

### Club
Durante la sua carriera ha giocato con La Fiorita e lo Juvenes/Dogana. È il fratello minore di Andy Selva, ex calciatore tra le altre del Sassuolo e del Verona.

### Nazionale
Conta 11 presenze con la Nazionale sammarinese.

## Statistiche

### Presenze e reti nei club
| Stagione              | Squadra               | Campionato            | Campionato | Campionato | Coppe nazionali | Coppe nazionali | Coppe nazionali | Coppe continentali | Coppe continentali | Coppe continentali | Altre coppe | Altre coppe | Altre coppe | Totale | Totale |
| Stagione              | Squadra               | Comp                  | Pres       | Reti       | Comp            | Pres            | Reti            | Comp               | Pres               | Reti               | Comp        | Pres        | Reti        | Pres   | Reti   |
| --------------------- | --------------------- | --------------------- | ---------- | ---------- | --------------- | --------------- | --------------- | ------------------ | ------------------ | ------------------ | ----------- | ----------- | ----------- | ------ | ------ |
| 1998-1999             | La Fiorita            | CD                    | ?          | ?          | CT              | ?               | ?               | -                  | -                  | -                  | -           | -           | -           | ?      | ?      |
| 1999-2000             | La Fiorita            | CD                    | ?          | ?          | CT              | ?               | ?               | -                  | -                  | -                  | -           | -           | -           | ?      | ?      |
| 2000-2001             | La Fiorita            | CD                    | ?          | ?          | CT              | ?               | ?               | -                  | -                  | -                  | -           | -           | -           | ?      | ?      |
| 2001-2002             | La Fiorita            | CD                    | ?          | ?          | CT              | ?               | ?               | -                  | -                  | -                  | -           | -           | -           | ?      | ?      |
| 2002-2003             | La Fiorita            | CD                    | ?          | ?          | CT              | ?               | ?               | -                  | -                  | -                  | -           | -           | -           | ?      | ?      |
| Totale La Fiorita     | Totale La Fiorita     | Totale La Fiorita     | ?          | ?          |                 | ?               | ?               |                    | -                  | -                  |             | -           | -           | ?      | ?      |
| 2003-2004             | Juvenes/Dogana        | CD                    | ?          | ?          | CT              | ?               | ?               | -                  | -                  | -                  | -           | -           | -           | ?      | ?      |
| 2004-2005             | Juvenes/Dogana        | CD                    | ?          | ?          | CT              | ?               | ?               | -                  | -                  | -                  | -           | -           | -           | ?      | ?      |
| 2005-2006             | Juvenes/Dogana        | CD                    | ?          | ?          | CT              | ?               | ?               | -                  | -                  | -                  | -           | -           | -           | ?      | ?      |
| 2006-2007             | Juvenes/Dogana        | CD                    | ?          | ?          | CT              | ?               | ?               | -                  | -                  | -                  | -           | -           | -           | ?      | ?      |
| 2007-2008             | Juvenes/Dogana        | CD                    | 17         | 0          | CT              | ?               | ?               | -                  | -                  | -                  | TF          | ?           | ?           | 17+    | ?      |
| 2008-2009             | Juvenes/Dogana        | CD                    | 15         | 1          | CT              | ?               | ?               | CU                 | 2                  | 0                  | TF          | ?           | ?           | 17+    | 1+     |
| 2009-2010             | Juvenes/Dogana        | CD                    | 15         | 1          | CT              | 8               | 0               | UEL                | 2                  | 0                  | TF          | ?           | ?           | 25+    | 1+     |
| 2010-2011             | Juvenes/Dogana        | CD                    | 13         | 3          | CT              | 10              | 1               | -                  | -                  | -                  | -           | -           | -           | 23     | 4      |
| 2011-2012             | Juvenes/Dogana        | CD                    | 14         | 0          | CT              | 6               | 1               | UEL                | 2                  | 0                  | TF          | ?           | ?           | 22+    | 1+     |
| 2012-2013             | Juvenes/Dogana        | CD                    | 13         | 1          | CT              | 6               | 0               | -                  | -                  | -                  | -           | -           | -           | 19     | 1      |
| Totale Juvenes/Dogana | Totale Juvenes/Dogana | Totale Juvenes/Dogana | 87+        | 6+         |                 | 30+             | 2+              |                    | 6                  | 0                  |             | ?           | ?           | 123+   | 8+     |
| Totale carriera       | Totale carriera       | Totale carriera       | 87+        | 6+         |                 | 30+             | 2+              |                    | 6                  | 0                  |             | ?           | ?           | 123+   | 8+     |

### Cronologia presenze e reti in nazionale
| Cronologia completa delle presenze e delle reti in nazionale ― San Marino | Cronologia completa delle presenze e delle reti in nazionale ― San Marino | Cronologia completa delle presenze e delle reti in nazionale ― San Marino | Cronologia completa delle presenze e delle reti in nazionale ― San Marino | Cronologia completa delle presenze e delle reti in nazionale ― San Marino | Cronologia completa delle presenze e delle reti in nazionale ― San Marino | Cronologia completa delle presenze e delle reti in nazionale ― San Marino | Cronologia completa delle presenze e delle reti in nazionale ― San Marino |
| Data                                                                      | Città                                                                     | In casa                                                                   | Risultato                                                                 | Ospiti                                                                    | Competizione                                                              | Reti                                                                      | Note                                                                      |
| ------------------------------------------------------------------------- | ------------------------------------------------------------------------- | ------------------------------------------------------------------------- | ------------------------------------------------------------------------- | ------------------------------------------------------------------------- | ------------------------------------------------------------------------- | ------------------------------------------------------------------------- | ------------------------------------------------------------------------- |
| 8-9-1999                                                                  | Ramat Gan                                                                 | Israele                                                                   | 8 – 0                                                                     | San Marino                                                                | Qual. Euro 2000                                                           | -                                                                         | 58’                                                                       |
| 15-11-2000                                                                | Serravalle                                                                | San Marino                                                                | 0 – 1                                                                     | Lettonia                                                                  | Qual. Mondiali 2002                                                       | -                                                                         | 84’                                                                       |
| 28-3-2001                                                                 | Glasgow                                                                   | Scozia                                                                    | 4 – 0                                                                     | San Marino                                                                | Qual. Mondiali 2002                                                       | -                                                                         | 80’                                                                       |
| 25-4-2001                                                                 | Riga                                                                      | Lettonia                                                                  | 1 – 1                                                                     | San Marino                                                                | Qual. Mondiali 2002                                                       | -                                                                         | 79’                                                                       |
| 2-6-2001                                                                  | Varaždin                                                                  | Croazia                                                                   | 4 – 0                                                                     | San Marino                                                                | Qual. Mondiali 2002                                                       | -                                                                         | 76’                                                                       |
| 6-6-2001                                                                  | Serravalle                                                                | San Marino                                                                | 1 – 4                                                                     | Belgio                                                                    | Qual. Mondiali 2002                                                       | -                                                                         | 69’                                                                       |
| 21-5-2002                                                                 | Serravalle                                                                | San Marino                                                                | 0 – 1                                                                     | Estonia                                                                   | Amichevole                                                                | -                                                                         | 56’                                                                       |
| 7-9-2002                                                                  | Serravalle                                                                | San Marino                                                                | 0 – 2                                                                     | Polonia                                                                   | Qual. Euro 2004                                                           | -                                                                         | 82’                                                                       |
| 16-10-2002                                                                | Budapest                                                                  | Ungheria                                                                  | 3 – 0                                                                     | San Marino                                                                | Qual. Euro 2004                                                           | -                                                                         | 55’ 64’                                                                   |
| 7-6-2003                                                                  | Serravalle                                                                | San Marino                                                                | 0 – 6                                                                     | Svezia                                                                    | Qual. Euro 2004                                                           | -                                                                         | 86’                                                                       |
| 6-9-2003                                                                  | Göteborg                                                                  | Svezia                                                                    | 5 – 0                                                                     | San Marino                                                                | Qual. Euro 2004                                                           | -                                                                         | 85’                                                                       |
| 7-9-2005                                                                  | Anversa                                                                   | Belgio                                                                    | 8 – 0                                                                     | San Marino                                                                | Qual. Mondiali 2006                                                       | -                                                                         | 61’                                                                       |
| Totale                                                                    |                                                                           | Presenze                                                                  | 11                                                                        |                                                                           | Reti                                                                      | 0                                                                         |                                                                           |

| Cronologia completa delle presenze e delle reti in nazionale (partite non ufficiali) ― San Marino | Cronologia completa delle presenze e delle reti in nazionale (partite non ufficiali) ― San Marino | Cronologia completa delle presenze e delle reti in nazionale (partite non ufficiali) ― San Marino | Cronologia completa delle presenze e delle reti in nazionale (partite non ufficiali) ― San Marino | Cronologia completa delle presenze e delle reti in nazionale (partite non ufficiali) ― San Marino | Cronologia completa delle presenze e delle reti in nazionale (partite non ufficiali) ― San Marino | Cronologia completa delle presenze e delle reti in nazionale (partite non ufficiali) ― San Marino | Cronologia completa delle presenze e delle reti in nazionale (partite non ufficiali) ― San Marino |
| Data                                                                                              | Città                                                                                             | In casa                                                                                           | Risultato                                                                                         | Ospiti                                                                                            | Competizione                                                                                      | Reti                                                                                              | Note                                                                                              |
| ------------------------------------------------------------------------------------------------- | ------------------------------------------------------------------------------------------------- | ------------------------------------------------------------------------------------------------- | ------------------------------------------------------------------------------------------------- | ------------------------------------------------------------------------------------------------- | ------------------------------------------------------------------------------------------------- | ------------------------------------------------------------------------------------------------- | ------------------------------------------------------------------------------------------------- |
| 21-5-2002                                                                                         | Serravalle                                                                                        | San Marino                                                                                        | 0 – 1                                                                                             | Estonia                                                                                           | Amichevole                                                                                        | -                                                                                                 | 56’                                                                                               |
| Totale                                                                                            |                                                                                                   | Presenze                                                                                          | 1                                                                                                 |                                                                                                   | Reti                                                                                              | 0                                                                                                 |                                                                                                   |

## Palmarès

### Competizioni nazionali
- Coppa Titano: 2

Juvenes/Dogana: 2008-2009, 2010-2011